# Modicus
Modicus is een geslacht van straalvinnige vissen uit de familie van schildvissen (Gobiesocidae).

## Soorten
- Modicus minimus (Döderlein, 1887)
- Modicus tangaroa Hardy, 1983